# Petaurus breviceps
Il petauro dello zucchero (Petaurus breviceps Linnaeus, 1758), detto anche impropriamente "scoiattolo volante", è un piccolo marsupiale della famiglia dei Petauridi. La sua caratteristica principale è la capacità di spiccare lunghi salti planati grazie alla membrana estensibile che collega gli arti.

## Descrizione
La testa ha forma triangolare, le orecchie sono piccole e prive di pelo, gli occhi sono invece molto grandi, indizio delle sue abitudini notturne o crepuscolari.
Presenta il patagio, ovvero una membrana di pelle che si estende dagli arti posteriori a quelli anteriori che gli permette di fare planate anche di 70–80 m. I maschi presentano la cosiddetta "stella" ovvero una zona senza peli sulla testa, sintomo della presenza di una ghiandola sebacea. Pesa circa 70-80 grammi. Sono presenti circa 10.000 esemplari al mondo. I cuccioli stanno con la madre fino all’età di 4 mesi.

## Distribuzione e habitat
Vive nelle foreste di Nuova Guinea Occidentale (Indonesia), Nuova Guinea, Australia e Nuova Zelanda.

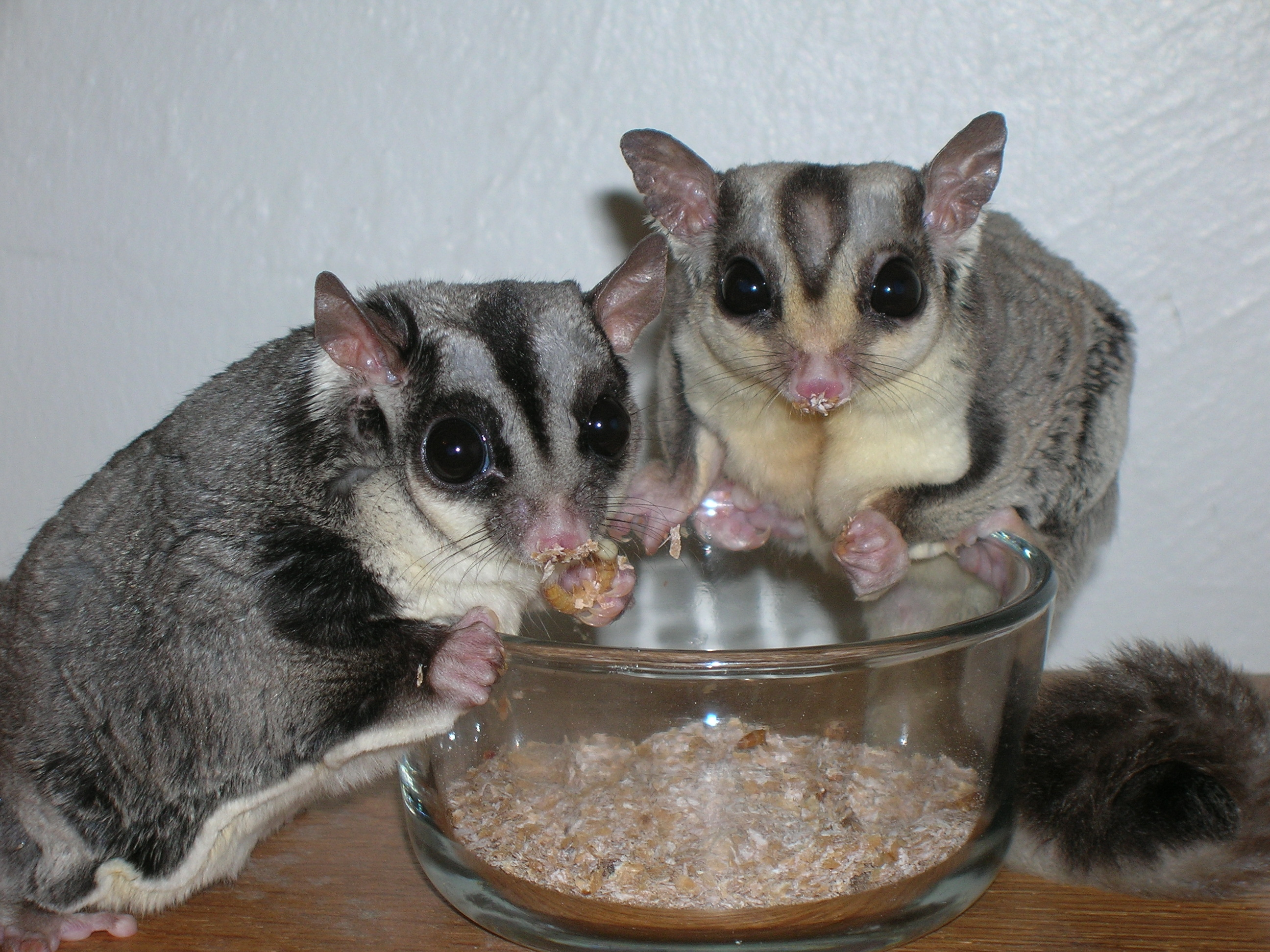
Maschio e femmina di petauro dello zucchero in cattività che mangiano larve di coleottero

## Alimentazione
Il petauro dello zucchero si ciba prevalentemente di frutta; spesso integra la sua dieta con proteine animali mangiando insetti come grilli e locuste. In cattività è molto importante che si integri la sua alimentazione con carbonato di calcio, perché non vada incontro a ipocalcemia e rachitismo.